# 존 F. 케네디 주니어
존 피츠제럴드 케네디 주니어(John Fitzgerald Kennedy Jr., 1960년 11월 25일 ~ 1999년 7월 16일) 또는 약어로 JFK Jr.는 미국의 변호사, 저널리스트이다. 존 F. 케네디와 재클린 케네디 오나시스 사이에서 태어났으며, 캐럴라인 케네디의 남동생이다.

## 어린 시절
워싱턴 D. C.에서 태어난 존 F. 케네디 주니어는 여태까지 대통령 당선자에게 태어난 첫 자녀로 존 F. 케네디와 재클린 케네디 오나시스의 셋째 자식이었다. 1963년 11월 22일 케네디 대통령이 암살된 후, 어린 존은 겨우 3살 남짓한 아이로서 자신의 아버지의 관을 향하여 천진난만하게 경례를 하면서 사진에 찍힌 순간에 미국의 마음을 얻었다. 자신의 매력적인 부모로부터 물려받은 외모로 케네디는 어머니의 엄격한 보호에 불구하고 미국의 저널리스트들의 가장 좋아하는 주제들 중의 하나로서 자신의 전체 일생을 눈에 띄게 한 대중매체에 있었다.

## "조지" 잡지 발간인
연기에서 경력에 대해 매우 간략하게 유혹과 브라운 대학교, 뉴욕 대학교 법학대학원 졸업 후에 케네디는 뉴욕에서 보조 지방 검사로 일하였다. 그러고나서 그는 저널리즘의 비지니스로 들어가는 데 법률 직업을 떠났고, 1995년 성공적인 최신 유행의 정치 잡지 "〈조지〉"를 발포하였다. 확실히 정치에서 자신이 미래를 가질 수 있었어도 그는 전혀 정계로 입문하지 않고 대신 세계에서 자신의 길을 만들기로 선택하였다. 하지만 그는 자신의 일생에서 이후에 직무를 위한 출마를 위하여 길을 열어 두었다. 자신의 모험적인 성격으로 알려진 케네디는 그럼에 불구하고 더욱 무모한 장난과 케네디 가문에서 어떤 다른이들의 자기 파괴적인 충동으로부터 자신을 갈라놓는 데 고생을 하였다.

## 캐롤린 베셋과의 결혼
1988년 피플 잡지에 의하여 "살아있는 가장 성적인 남성"으로 임명된 케네디는 마돈나, 줄리아 로버츠와 세라 제시카 파커를 포함한 다수의 할리우드 명사들과 연결되었다. 1996년 그는 장기적 애인 캐롤린 베셋과 결혼하였다. 둘은 뉴욕의 트라이베카 이웃에 있는 다락방 아파트를 나누었으며 케네디는 도시의 거리들에서 가끔 롤러블레이드와 자전거를 타는 것으로 보였다.

## 비극적인 사망
1999년 7월 16일 케네디, 부인 캐롤린과 그녀의 언니 로렌 베셋은 매사추세츠주 하야니스포트에서 열리는 사촌의 결혼식으로 향하는 도중에 케네디에 의하여 조종된 단독 엔진 개인 비행기에 마서스비니어드로 날아가고 있었다. 그들의 비행기가 예정된 대로 도착하지 않았을 때 항공기를 찾는 데 대규모 검색 패러티들이 보내졌다. 이어진 날들을 통하여 지속적인 검색 노력은 시초적으로 아무 소용이 없었다. 잔해에서 나온 수하물과 부스러기들이 마서스비니어드의 게이헤드 구역 해안으로 떠내려간 것으로 찾아졌고, 결국적으로 3명이 사망으로 추정되었다. 전국을 가로질러 미국인들은 국가의 가장 존경받은 가족들의 하나의 사랑을 받은 아들의 잃음에 애도하였고, 그들을 괴롭히는 것으로 보인 비극들에서 자신들의 슬픔을 나누었다.
7월 21일 조사자들은 케네디, 그의 부인과 형수의 시체를 되찾았다. 케네디와 베셋 가족들은 3명을 전부 수장을 계획하였다. 케네디와 그의 부인을 위한 개인 미사는 그의 선도자가 섬겼던 맨해튼의 어퍼 이스트 사이드에 있는 세인트 토머스 성당에서 열렸으며, 빌 클린턴 대통령 부부에 의하여 참석되었다.
케네디는 다수의 사촌들은 물론 자신의 삼촌 매사추세츠주 상원 테드 케네디와 자신의 누나 캐럴라인 케네디에 의하여 생존되었다. 광고 지원의 부족으로부터 분투한 케네디의 조지 잡지는 2001년 초순에 발간을 중지하였다.

## A&E 전기 스페셜
2019년 7월 16일은 케네디 사망의 20 주년을 맞이하였다. 기념일에 방영된 2 시간 도큐멘터리 스페셜은 그의 일생의 마지막 해를 완전히 새로운 방식으로 재구성하였다. 스티는 M. 길론의 다가오는 저서 〈미국의 저항하는 왕자 : 존 F. 케네디 주니어의 일생〉에 의하여 영감을 받은 이 매혹적인 스페셜은 오늘날까지 가장 실질적인 도큐멘터리였고, 그의 불시의 사망 전에 그의 정치적 열망을 여기는 새로운 증거를 설득시키는 것을 포함하였다. 이 강제적인 도큐멘터리는 케네디가 자신의 가까운 친구이자 사촌 앤서니 래지윌의 치명적인 질병과 극복하고, 자신의 결혼 생활을 구하는 데 분투하고 자신의 정치적 잡지 조지를 구출하는 데 노력하면서 그의 마지막 해 1999년에 뜻밖의 통렬한 빛을 비추었다.
처음으로 깊이 말한 앤서니 래지윌의 미망인 캐롤 래지윌의 전에 본 적이 없는 영상과 회상과 더불어 역사가이자 장기적 친구 스티븐 M. 길론의 안내와 함께 새로운 이야기가 나타난다. 이야기가 펼쳐지면서 관찰자들은 전에 방영된 적이 없는 이벤트를 위하여 케네디 낭송의 영상과 함께 1988년 민주당 전당 대회에서 그의 연설, 그의 결혼 생활로부터 독점적인 이야기와 사진들, 조지 잡지와 그 이상에 반영들을 포함한 케네디의 일생에서 기억에 남는 순간들을 보는 장면 뒤에서 주어졌다.
도큐멘터리는 또한 어린 시절의 친구 사샤 처메예프는 물론 클린턴 전 대통령, 조지 잡지의 전 발간인 데이비드 페커, 게리 긴스버그와 전 보조인이자 가까운 친구 로즈메리 테렌지오와 함께 광범위한 카메라에 인터뷰들을 나타냈다.

## 같이 보기
- 케네디가의 저주